# Silvestro Marcucci
Silvestro Marcucci (Massarosa, 27 dicembre 1931 – 26 dicembre 2005) è stato un filosofo italiano.

## Biografia
Esperto della filosofia di Kant e allievo di Luigi Scaravelli, Marcucci ha svolto periodi di studi e di ricerca alla Sorbona a Parigi e a Bonn. Professore di Filosofia teoretica all'Università di Pisa dal 1 gennaio 1976 al 31 ottobre 2005. Fondatore della rivista Studi Kantiani e della Società Italiana di Studi Kantiani.

## Pensiero
Il Kant di Silvestro Marcucci si caratterizza per una prospettiva interpretativa epistemologica, eredità di Scaravelli e Francesco Barone. Centrale è il tema trascendentale della soggettività, che si svolge su tre piani distinti e diversi: gnoseologico, estetico e un piano di considerazioni teoriche e morali che riguardano i problemi dell'uomo contemporaneo.
Rilevante anche il carteggio con Emilio Garroni, del quale condivideva la lettura epistemologica della terza Critica kantiana ma non l'interpretazione del rapporto tra giudizio estetico e teleologico.

## Riconoscimenti
Nel 2001 ha ricevuto il Premio Rotary Lucca .
La Fondazione Silvestro Marcucci - ONLUS è nata nel 2006 a Lucca, per onorare la memoria del Professore.

## Scritti su Silvestro Marcucci
- Claudio Cesa, Per Silvestro Marcucci, "Studi Kantiani", XVIII, 2005, pp.9-12.
- Massimo Barale, Ritratto di filosofo, "Atti dell'Accademia lucchese di scienze, lettere e arti", XXXIII, 2006, pp. 19-23.
- Piero Ciardella, Silvestro Marcucci (1931-2005) filosofo. Nota bio-bibliografica, "Atti dell'Accademia lucchese di scienze, lettere e arti", XXXIII, 2006, pp. 24-41.
- Claudio La Rocca, Nachruf auf Silvestro Marcucci, "Kant-Studien", XCVII, 2006, pp. 269-271.
- Beatrice Centi, Silvestro Marcucci, "Rivista di Storia della Filosofia", nuova serie, anno LXII, n.3, 2007, pp. 577-588.
- Claudio Cesa, Ricordo di Silvestro Marcucci, in Etica e mondo in Kant, a cura di Luca Fonnesu, Bologna, il Mulino, 2008, pp. 11-14.
- Claudio La Rocca, Silvestro Marcucci interprete di Kant, "Il Protagora", anno XXXVII, gennaio-giugno 2010, sesta serie, n.13, pp. 157-163.
- Fabio Minazzi, In ricordo di Silvestro Marcucci, "Il Protagora", anno XXXVII, gennaio-giugno 2010, sesta serie, n.13, pp. 165-168.
- Claudio Cesa, Tra filosofia e scienza. Gli Scritti su Kant di Silvestro Marcucci, "Studi kantiani", XXII, 2010, pp. 107-110.

## Alcune opere
- Aspetti epistemologici della finalità in Kant, Edumond Le Monnier, 1972.
- Guida alla lettura della «Critica della ragion pura» di Kant, Laterza, 1997.